# NGC 4447
NGC 4447 је спирална галаксија у сазвежђу Береникина коса која се налази на NGC листи објеката дубоког неба.
Деклинација објекта је + 13° 53' 59" а ректасцензија 12h 28m 12,4s. Привидна величина (магнитуда) објекта NGC 4447 износи 14,0 а фотографска магнитуда 15,0. NGC 4447 је још познат и под ознакама MCG 2-32-73, CGCG 70-107, VCC 1085, KCPG 339B, NPM1G +14.0319, PGC 40979.